# Aes rude

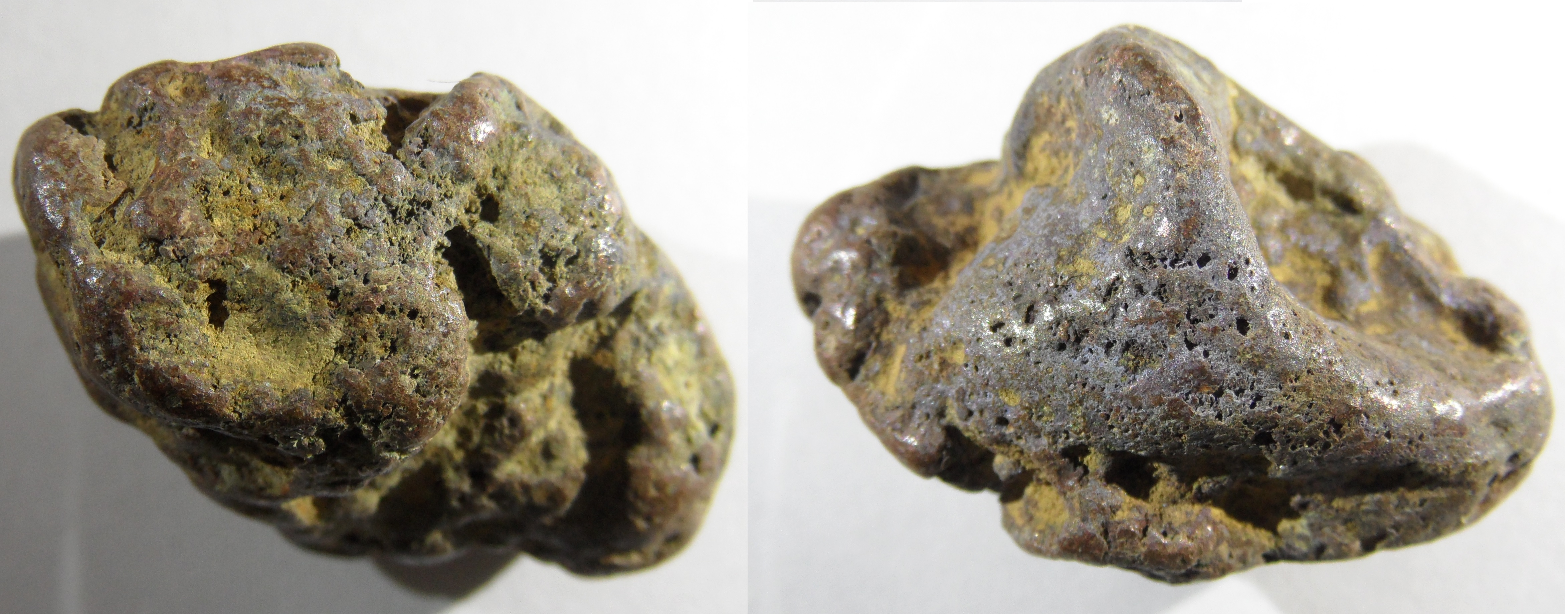
Aes rude. Protomoneda de los siglos - en Italia.

Aes rude (en latín, "bronce en bruto") era una pepita de bronce utilizada en intercambios en la antigua Italia. Servía como protomoneda antes del uso de monedas acuñadas hechas de metales preciosos.
La economía italiana de la época (finales de la mitad del primer milenio a. C.) usaban principalmente el bronce. Los metales preciosos eran usados para el comercio con Grecia (en esos tiempos, en Grecia usaban el patrón plata, especialmente difundidos eran el estándar egineta y su competidor, el estándar ático). En consecuencia, los trozos de bronce sin trabajar se utilizaron como protomonedas.
Con el tiempo, serían reemplazados por el primer lingote romano, el aes signatum, que, a su vez, fue el precursor de la primera moneda romana, la aes grave.
La pieza más antigua que se conserva de aes rude data de principios del siglo VIII a. C. y de finales del siglo IV a. C., y fue fundida en el centro de Italia. Es, simplemente, bronce, que busca parecerse a un lingote, y consigue verse así, solo que grumoso. 
Sólo más tarde se hizo habitual marcar estos bultos y, finalmente, darles una forma estándar (la forma de disco redondo y delgado que todavía se utiliza en la actualidad).